# Pandele Olteanu
Pandele Olteanu (n. 5 septembrie 1908, Bascov, județul Argeș, România – d. 18 decembrie 1995, București, România) a fost un lingvist și filolog român.

## Biografie
Este licențiat al Facultății de Filozofie și Litere a Universității din București (1935). Doctor în filologie slavă și romanică la Universitatea „I. A. Comenius” din Bratislava (1944) cu teza Raporturi lingvistice între limba română și limbile slave de Apus: slovaca și ceha. S-a implicat, împreună cu un grup de membri ai Societății pentru relații culturale și economice româno-cehoslovace (Společnost pro kulturní a hospodářske styky s Rumunskem, în publicarea revistei slavo-române Românoslavica. Revue des études slavoroumaines, al cărei comitet de redacție avea sediul la Praga. Comitetul de redacție al revistei era format din Vladimír Buben (redactor responsabil), Tr. Ionescu-Nișcov (redactor șef), Pandele Olteanu (coredactor), Bohuslav Havránek, Karel Krejčí, Gh. Staca, Josef Macůrek, J. Š. Kvapil, Ján Stanislav, I.C. Chițimia, Damian Bogdan, Frank Wollman și Josef Vašica (membri). Revista, care urma să publice studii istorice, etnografice, lingvistice și arheologice, în limbile franceză și română, cu privire la relațiile româno-slave și îndeosebi româno-cehoslovace, a apărut într-un singur număr, în 1948.
Pandele Olteanu a fost profesor universitar în cadrul Universității București și șeful Catedrei de slavistică. A contribuit la clarificarea unor aspecte din problematica filologiei slavo-române. A studiat gramatica slavei vechi și a slavonei și a întreprins cercetări în privința izvoarelor cazaniilor românești.

## Lucrări publicate
- Limba povestirilor slave despre Vlad Țepeș, Editura Academiei, București, 1961
- Sintaxa și stilul paleoslavei și slavonei, Editura Științifică, București, 1974
- Slava veche și slavona românească (în colaborare cu Elena Lința și Gheorghe Mihăilă), Editura Didactică și Pedagogică, București, 1975
- Studii de filologie slavă, Editura Universității din București, București, 2008

## Ediții
- Nicolae Milescu, Aritmologhia, etica și originalele lor latine, Editura Minerva, București, 1982
- Floarea darurilor sau Fiore di virtu, Editura Mitropoliei Banatului, Timișoara, 1992